# Охтеріди
Охтеріди (Ochteridae) — родина водяних клопів (Heteroptera). Включає 80 видів у 9 родах.

## Поширення
Поширені по всьому світу вздовж узбережжя різних типів водойм (наприклад, струмків і ставків). Найбільша різноманітність родина сягає у тропічних регіонах.

## Опис
Дрібні комахи, завдовжки 4-9 мм. Вони мають яйцеподібний профіль тіла, яке сплюснуте в спинно-черевному напрямку. Тіло темного кольору зі світлими плямами та оксамитовим відтінком на спині, яке надає опушення.
Голова широка і коротка, з великими, випуклими очима, двома вічками і трихоботріями. Антени складаються з 4 члеників, з яких два базальних досить короткі, інші тонкі; загалом вони коротші за голову, а в стані спокою розташовані в ямочках у черевній частині голови. Рострум довгий і тонкий, утворений чотирма сегментами і в основному виходить за межі вставлення заднього коксу.
Грудна клітка демонструє трапецієподібну переднеспинку зі сплощеними краями та мезоскутеллумом такої ж довжини, як переднеспинка. Гемілітра демонструє типову диференціацію на коріум, клавус і мембрану; останню виділяє два ряди клітин у проксимальній частині. Ноги тонкі, поверхневі; protarsi і mesotarsi складаються з двох сегментів, задні з трьох.
Черевце самців має кінцеві горбки, а статевий панцир асиметричний, із сильним скороченням лівого парамеру.

## Спосіб життя
Більшість охтерід мешкає на берегах ставків та інших стоячих водойм. Про їхні звички відомо небагато, але вважається, що всі вони хижаки, що полюють на дрібних безхребетних, таких як личинки мух, колемболи та попелиці. Вони, як правило, жваві і здатні до активних стрибків і польотів.
Незрілі особини деяких видів надзвичайно ефективно маскуються, приклеюючи до спини піщинки, так само роблять і дорослі особини деяких видів. Вони не помітні, більшість видів фізично малі і трапляються частково та в невеликій кількості; ці фактори ускладнюють їх вивчення і частково пояснюють, чому існує бідність детального знання біології більшості видів.

## Роди
- Angulochterus Yao, Zhang and Ren in Yao et al., 2011
- Floricaudus Yao, Ren and Shih in Yao et al., 2011
- Megochterus Jaczewski, 1934
- Ochterus Latreille, 1807
- Ocyochterus Drake and Gómez-Menor, 1954
- Pristinochterus Yao, Cai and Ren, 2007
- Propreocoris Popov, Dolling & Whalley, 1994
- Riegerochterus Popov and Heiss, 2014